# Singur în Africa
Singur în Africa este un film de comedie dramatică american din 1994, bazat pe romanul din 1981 al lui William Boyd și regizat de Bruce Beresford.

## Rezumat
Morgan Leafy este un diplomat britanic care locuiește în Kinjanja, o națiune africană care a devenit recent independentă de dominația britanică. Arthur Fanshawe, un nou diplomat dornic să părăsească Africa, află că Kinjanja se află deasupra unei uriașe rezerve de petrol. Din păcate, Morgan este prea preocupat de alcool și de femei pentru că se știe ce să facă cu uleiul. Pentru a înrăutăți lucrurile, o femeie este lovită de fulger în complexul britanic, creând o situație politică tensionată cu guvernul Kinjanja.

## Distribuție
- Colin Friels - Morgan Leafy
- Sean Connery - Dr. Alex Murray
- John Lithgow - Arthur Fanshawe
- Diana Rigg - Chloe Fanshawe
- Louis Gossett Jr. - Prof. Sam Adekunle
- Joanne Whalley - Celia Adekunle
- Sarah-Jane Fenton -  Priscilla Fanshawe
- Maynard Eziashi - Friday, îngrijitorul lui Leafy[6]